# Águilas
Águilas – miasto w Hiszpanii, we wspólnocie autonomicznej Murcja. W 2008 liczyło 34 101 mieszkańców.
W mieście znajduje się stacja kolejowa Águilas.

## Miasta partnerskie
- Montcada i Reixac, Hiszpania